# Hälsingland
Hälsingland je pokrajina na Švedskem in šteje okoli 133,540 prebivalcev. Večja mesta so: Hudiksvall, Söderhamn, Ljusdal in Bollnäs. Največja reka pa je Ljusnan. 

## Galerija slik
- Cerkev v Harmångeru
- Grontjarn
- Reka Silerboån
- Cerkveni zvonik v  Ljusdalu
- Näsviken iz zraka
- Cerkev v Söderhamnu
- Reka Ljusnan
- Cerkev v Hudiksvallu